# Иван Дерменджиев
Иван Димитров Дерменджиев е български музикант, един от основателите на оркестъра „Пирински звуци“ в Благоевград, музикант и прочут майстор за поправка и настройка на струнни инструменти.

## Биография
Иван Дерменджиев е брат на скулптора Крум Дерменджиев.
Китаро-мандолинният оркестър „Пирински звуци“ е създаден през 1932 г. от Асен Тасев, Таско Тасев, Владимир Левков, Минчо Тодоров, Моис Аврамов, Иван Дерменджиев, Борис Харизанов, Георги Джибрилов, Пенчо Пенков, Крум Гоцев и Перикъл Марков.
Музикалната работилница на Иван Дерменджиев се намира в известната Дерменджиева къща в Благоевград.